# لیسا لو
لیسا لو (انگلیسی: Lisa Lu؛ زادهٔ ۱۹ ژانویهٔ ۱۹۲۷) هنرپیشه اهل جمهوری خلق چین است. از فیلم‌هایی که وی در آن نقش داشته است، می‌توان به آخرین امپراتور، مسابقات رالی جاده‌ای و من عاشق مشکلم اشاره کرد.